# Nanacalathis atlantica
Nanacalathis atlantica är en armfotingsart som beskrevs av Zezina 1991. Nanacalathis atlantica ingår i släktet Nanacalathis och familjen Chlidonophoridae. Inga underarter finns listade i Catalogue of Life.